# روني وليامز
روني وليامز (بالإنجليزية: Ronnie Williams)‏ هو لاعب كرة قدم أمريكية أمريكي، ولد في 19 يناير 1966 في ويتشيتا فولز في الولايات المتحدة.

## وصلات خارجية
- روني وليامز على موقع مرجع كرة القدم المحترفة.كوم (الإنجليزية)